# Zarząd Infrastruktury Komunalnej i Transportu w Krakowie
Zarząd Infrastruktury Komunalnej i Transportu w Krakowie, ZIKiT (do 2008 roku Krakowski Zarząd Komunalny w Krakowie) – organ samorządu Krakowa, powołany w celu organizowania, zarządzania lokalnym transportem zbiorowym i infrastrukturą na terenie aglomeracji krakowskiej.
Przedmiotem działalności podstawowej ZIKiT było organizowanie, nadzorowanie i prowadzenie wszystkich spraw związanych z infrastrukturą drogową oraz transportem w Gminie Miejskiej Kraków. ZIKiT decydował o przebiegu tras autobusów, tramwajów, czy lokalizacji przystanków. Do jego zadań należały m.in. planowanie, organizacja i koordynacja układu komunikacyjnego oraz rozkładów jazdy linii w Krakowie, a także w innych gminach aglomeracji, jeśli przewidują to porozumienia lub członkostwo w związku międzygminnym. Zarządzał również systemem rowerów miejskich Wavelo.
Nadzór nad działalnością ZIKiT sprawował Prezydent Miasta Krakowa.
ZIKiT zakończył działalność 31 października 2018 r., a jego funkcję przejęły utworzone w wyniku reorganizacji tej jednostki m.in. Zarząd Dróg Miasta Krakowa, Zarząd Zieleni Miejskiej oraz Zarząd Transportu Publicznego.

## Wavelo
ZIKiT nadzorował działanie systemu sieci krakowskiej sieci rowerów miejskich, której operatorem od 2016 była BikeU Sp. z o.o. i która w latach 2016–2019 funkcjonowała pod marką Wavelo. Sieć liczyła 156 stacji w mieście i 1500 rowerów.

## Dyrektorzy
- Dyrektor naczelny – Marcin Hanczakowski
- Zastępca Dyrektora ds. Infrastruktury – Andrzej Olewicz
- Zastępca Dyrektora ds. Transportu – Łukasz Franek
- Zastępca Dyrektora ds. Ekonomicznych – Anna Małecka
- Zastępca Dyrektora ds. Inwestycji – Iwona Król
- Zastępca Dyrektora ds. Obsługi – Paweł Sularz[3]

## Zadania
- zarządzanie drogami krajowymi (z wyjątkiem autostrad i dróg ekspresowych), wojewódzkimi, powiatowymi, gminnymi i wewnętrznymi;
- zarządzanie ruchem na drogach publicznych;
- zarządzanie infrastrukturą transportu zbiorowego (m.in. wiaty, przystanki i torowiska tramwajowe);
- parkingi;
- oświetlenie ulic, placów i dróg;
- transport publiczny;
- strefa płatnego parkowania;
- utrzymanie zieleni miejskiej;
- utrzymanie czystości w mieście;
- system odwodnienia i kanalizacji opadowej;
- system gospodarowania odpadami, w szczególności odpadami komunalnymi;
- Lokalne Inicjatywy Mieszkaniowe;
- Lokalne Inicjatywy Inwestycyjne[4].